# Archidiocèse d'Asuncion
L'archidiocèse d'Asuncion (en latin : Archidioecesis Sanctissimae Assumptionis ; en espagnol : Arquidiócesis de Asunción) est un archidiocèse métropolitain de l'Église catholique au Paraguay.

## Territoire
Il comprend une partie du département Central (le reste étant dans le diocèse de San Lorenzo) et la ville indépendante d'Asuncion, capitale du pays, ce qui correspond a un territoire de 2 582 km divisé en 97 paroisses. Le siège archiépiscopal est dans la ville d'Asuncion avec la cathédrale Notre-Dame-de-l’Assomption (es).
La chapelle du collège du Christ-Roi d'Asunción conserve le cœur de saint Roque González de Santa Cruz, jésuite martyr. La chapelle des carmélites déchaussées garde les reliques de Maria Felicia de Jésus Sacrement, première bienheureuse du Paraguay.
Deux églises de la capitale sont reconnues sanctuaires nationaux par la conférence épiscopale paraguayenne : le sanctuaire Notre-Dame-du-Perpétuel-Secourset le sanctuaire du Sacré-Cœur-de-Jésus.

## Histoire
Le diocèse du Río de la Plata, du Paraguay ou de la sainte Assomption, avec siège à Asuncion, est érigé le 1er juillet 1547 par la bulle Super Specula Militantis Ecclesiae du pape Paul IIIen prenant une partie du territoire du diocèse de Cuzco (aujourd'hui archidiocèse de Cuzco). 
Nommé suffragant de l'archidiocèse de Lima lors de sa création, il intègre le 20 juillet 1609 la province ecclésiastique de l'archidiocèse de La Plata o Charcas (aujourd'hui archidiocèse de Sucre).
En 1617, le gouvernorat de Nouvelle-Andalousie, qui avait Asunción comme capitale, est divisé en deux, avec au nord le gouvernorat du Paraguay avec Asunción comme capitale, et au sud le gouvernorat du Rio de la Plata avec Buenos Aires comme capitale. Le 6 avril 1620, le diocèse d'Asuncion cède une portion de son territoire pour l'érection du diocèse de Buenos Aires (aujourd'hui archidiocèse de Buenos Aires),.
Le 5 mars 1865, le diocèse de Buenos Aires est élevé au rang d'archidiocèse métropolitain et Asuncion devient l'un de ses suffragants.
Asuncion est élevé au rang d'archidiocèse métropolitain le 1er mai 1929 par la constitution apostolique Universi Dominici du pape Pie XI ; le même jour il cède du territoire pour l'érection des diocèses de Concepción et Chaco (aujourd'hui diocèse de Concepción en Paraguay) et Villarrica del Espíritu Santo qui deviennent ses suffragants.
Il cède du territoire à plusieurs reprises pour la création de nouvelles juridictions ecclésiastiques : le 19 janvier 1957 pour le diocèse de San Juan Bautista de las Misiones; le 2 août 1960 pour la prélature territoriale de Caacupé (aujourd'hui diocèse de Caacupé); le 5 juin 1978 pour le diocèse de Carapeguáet le 18 mai 2000 pour le diocèse de San Lorenzo.

## Évêques et archevêques
- Liste des évêques et archevêques d'Asuncion